# Amerika (Halvdan Sivertsen-album)
Amerika är ett musikalbum med Halvdan Sivertsen. Albumet utgavs 1985 som LP, kassett och CD av skivbolaget Plateselskapet A/S.

## Låtlista
1. "Levende lyd" – 2:58
2. "Speil" – 4:24
3. "Danse så deilig" – 4:17
4. "Hold ut, hold frem, hold på" – 3:04
5. "Ledig" – 3:08
6. "Naken i Norge" – 3:33
7. Amerika" – 4:55
8. "Charlie" – 3:15
9. "Sankthansnatt" – 2:34
10. "Fly" – 3:12
11. "Hei, kommer du ut" – 3:42
12. "Aleina" – 3:23

- Alla låtar skrivna av Halvdan Sivertsen.

## Medverkande
Musiker
- Halvdan Sivertsen – sång, gitarr
- Terje Nilsen – basgitarr
- Gunnar Pedersen – gitarr (på "Danse så deilig" och "Speil")
- Jan Gunnar Hoff – keyboard
- Carl Haakon Waadeland – trummor, percussion, sång
- Åge Aleksandersen – gitarr (på "Ledig" och "Fly")
- Henning Gravrok – saxofon, arrangement
- Jan Magne Førde – trumpet
- Helge Førde, Arne Johansen – trombon
- Frode Fjellheim, Odd Johan Overøye, Sverre Bøgh, Tore Reppe – körsång

Produktion
- Halvdan Sivertsen – musikproducent
- Åge Aleksandersen – musikproducent
- Roger Valstad – musikproducent, ljudtekniker
- Christian Schreiner – ljudtekniker
- Ivar Finsen – omslagskonst
- Roar Øhlander – foto